# استان کاسما
استان کاسما (به اسپانیایی: Provincia de Casma) یک استان در پرو است که در منطقه انکاش واقع شده‌است. استان کاسما ۲٬۲۶۲٫۸۶ کیلومتر مربع مساحت و ۵۰٬۹۸۹ نفر جمعیت دارد.